# Amsonien
Die Amsonien (Amsonia), auch bekannt unter den Namen Blausterne oder Röhrensterne, sind eine Pflanzengattung innerhalb der Familie der Hundsgiftgewächse (Apocynaceae).

## Beschreibung

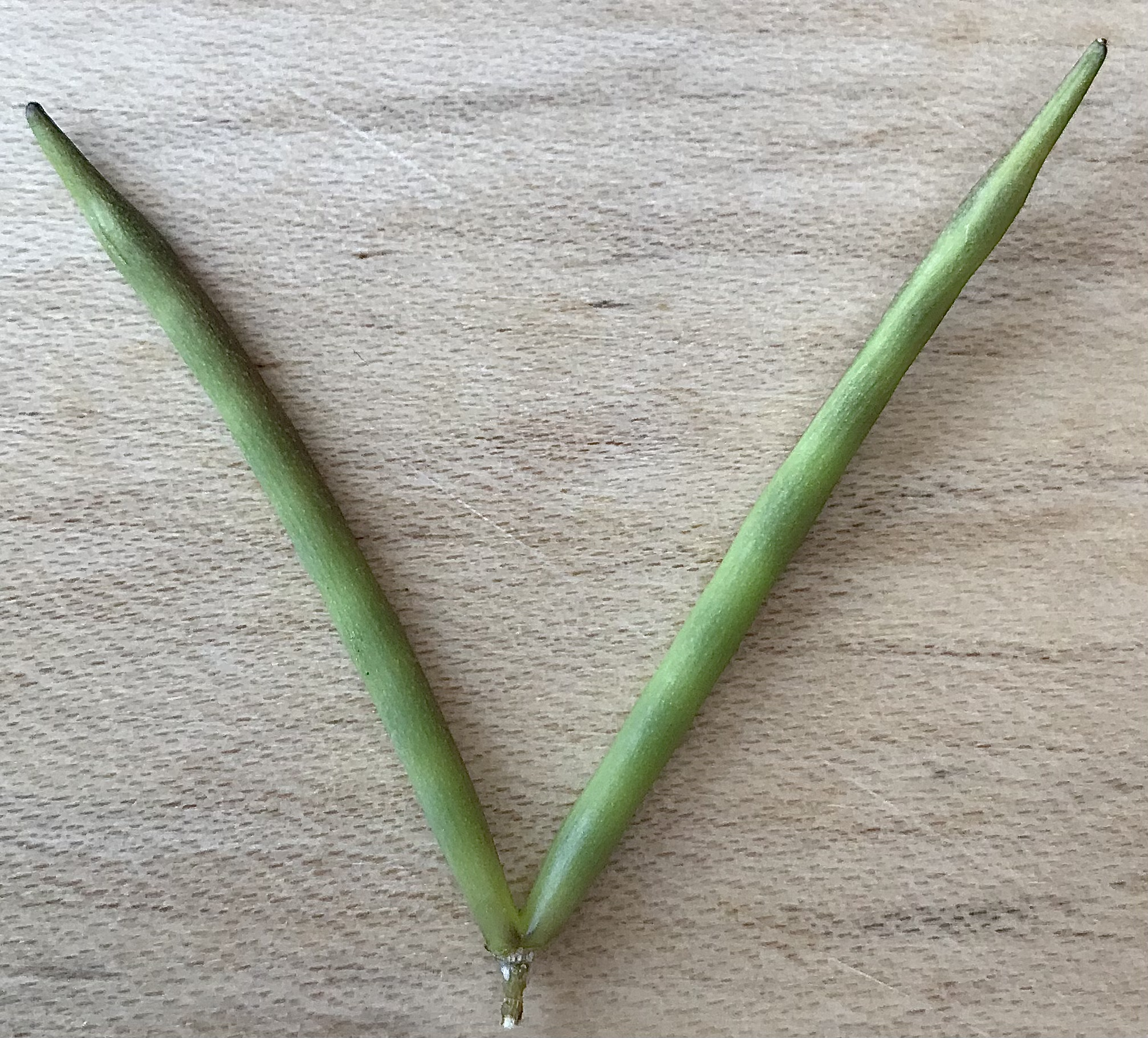
Amsonia tabernaemontana paarige Balgfrucht

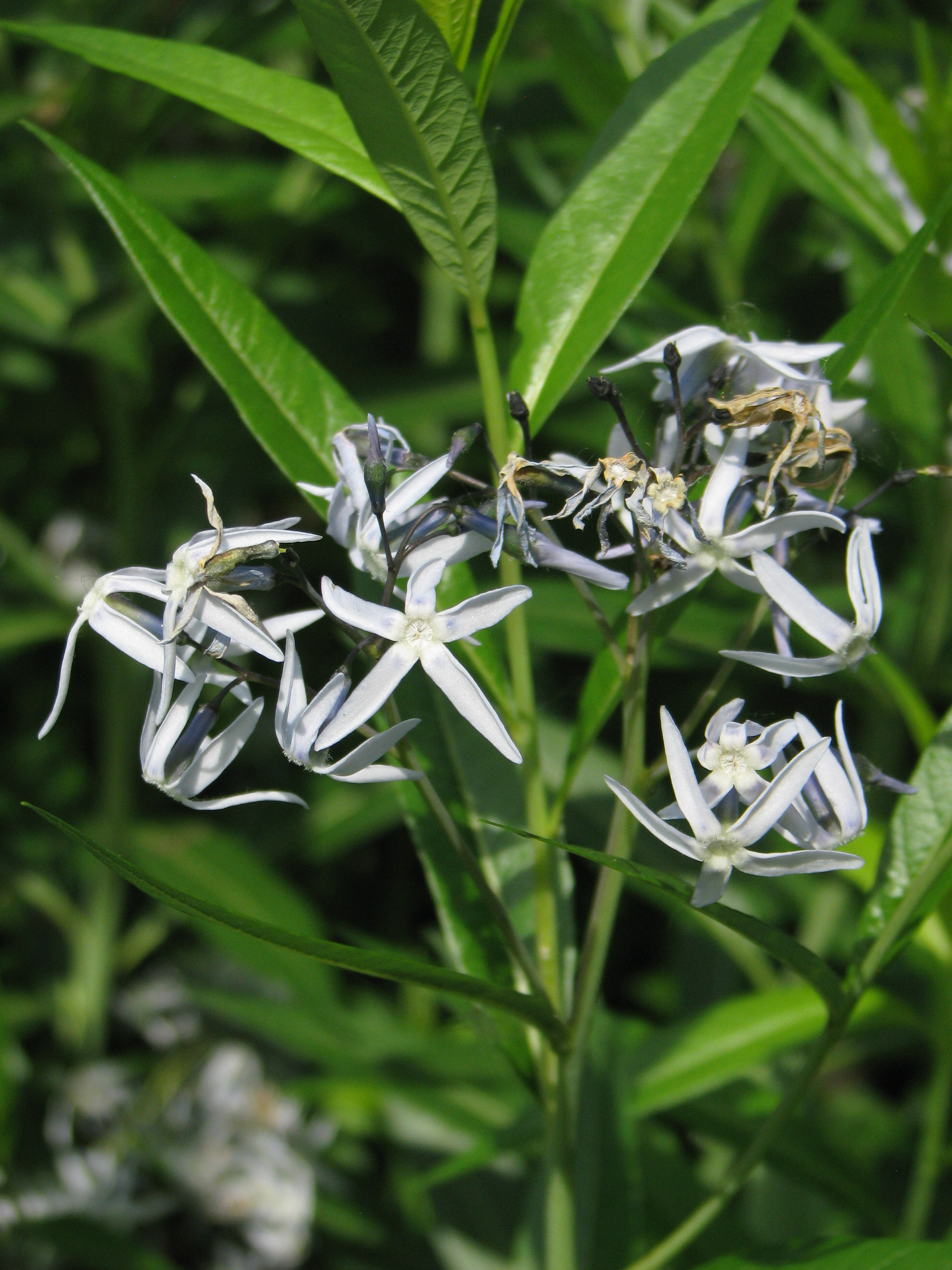
Amsonia ciliata

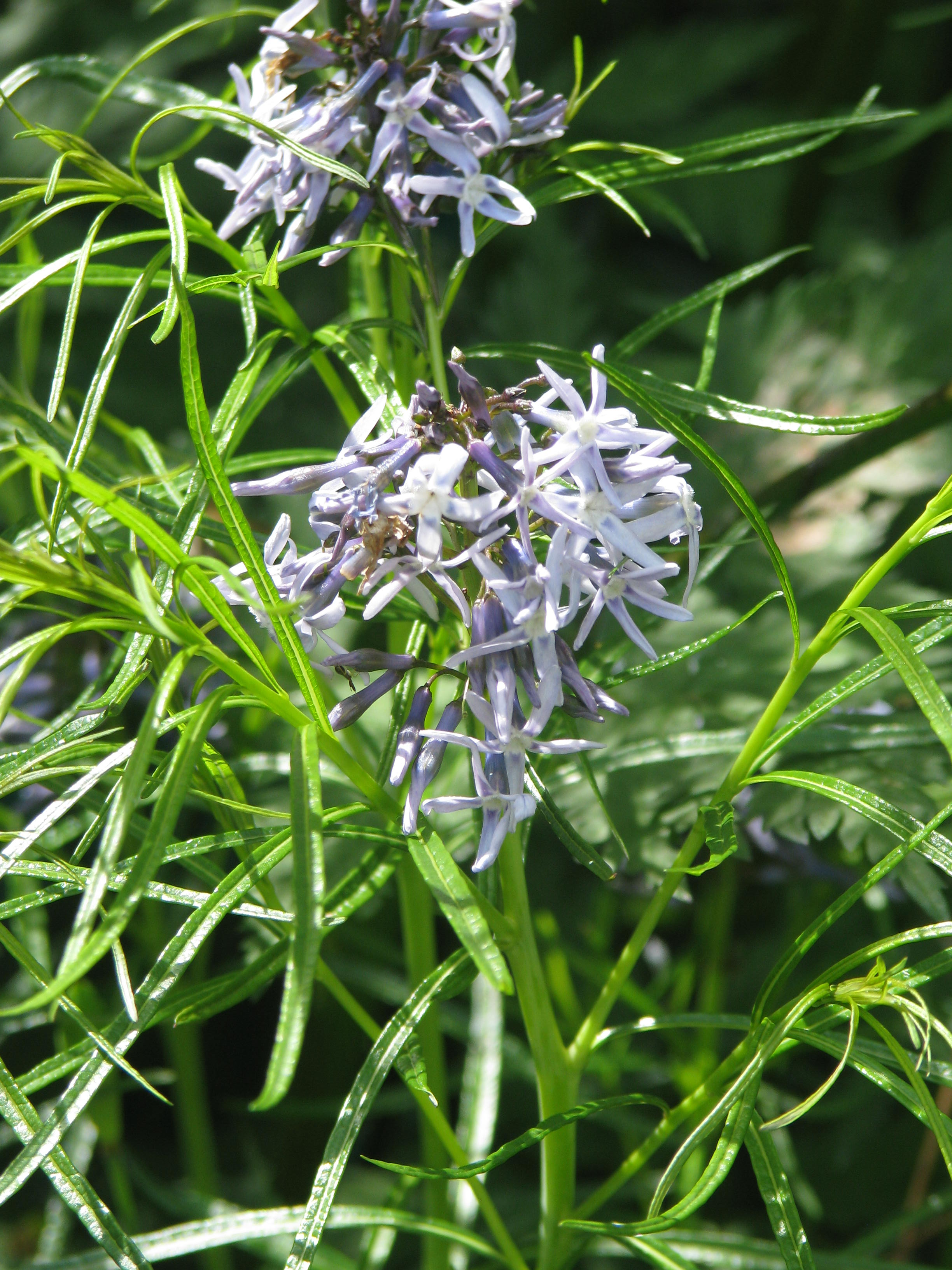
Amsonia hubrichtii

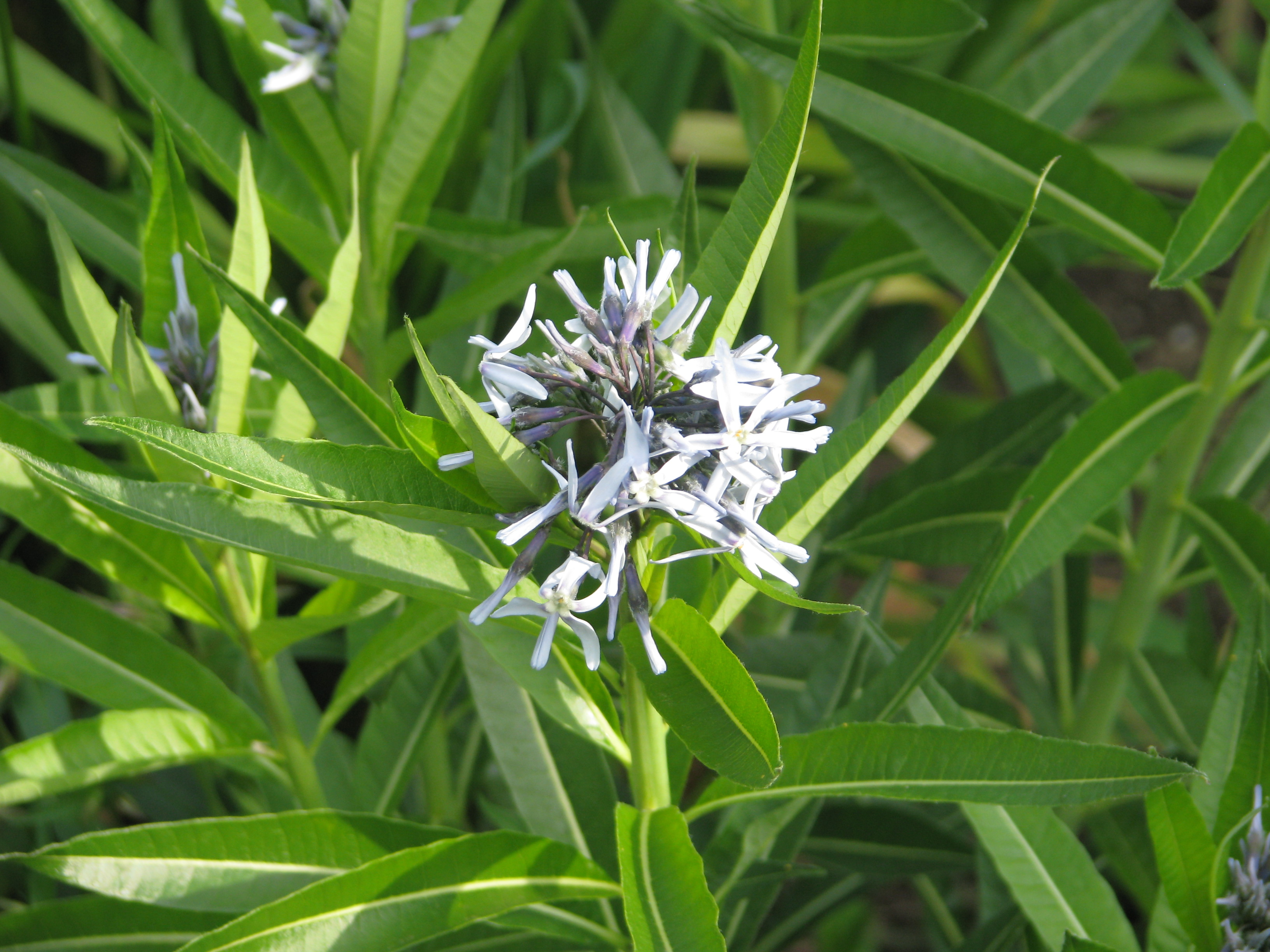
Amsonia illustris

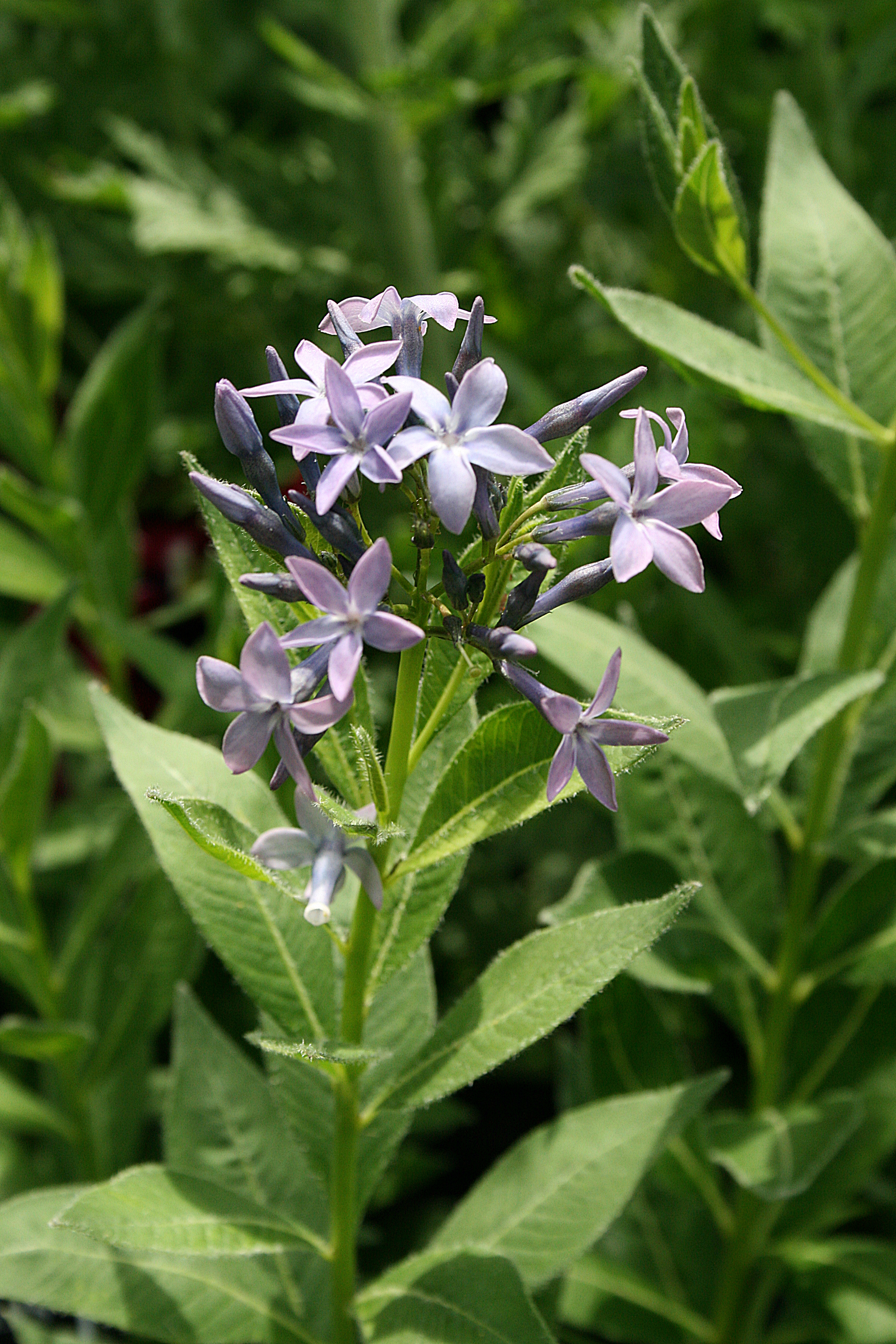
Orientalischer Blaustern (Amsonia orientalis)

### Vegetative Merkmale
Die Amsonia-Arten sind einjährige oder ausdauernde krautige Pflanzen. Sie wachsen aufrecht, werden bis etwa 1 Meter hoch und bilden keine Ausläufer. Sie bilden Milchsaft. Die Laubblätter stehen wechselständig.

### Generative Merkmale
In endständigen thyrsenartige oder schirmförmig zymösen Blütenstände sind die Blüten angeordnet. Die zwittrigen Blüten sind radiärsymmetrisch und fünfzählig mit doppelter Blütenhülle. Die Kelchblätter sind schmal zugespitzt und meist drüsenlos. Die Kronblätter sind blau oder bläulich. Die Blüten sind Stieltellerblumen. Die Kronröhre ist zylindrisch, erweitert sich über der Mitte und ist innen zottig. Die Kronzipfel überlappen sich nach links. Die Staubblätter setzen im erweiterten Teil der Kronröhre an. Die Staubbeutel sind eiförmig bis länglich, und frei von der Narbe. Die Fruchtblätter sind durch den fadenförmigen Griffel verbunden. Die Samenanlagen sind zahlreich. Die Narbe hat einen basalen häutigen Anhang.
Es werden Balgfrüchte gebildet. Die Samen sind zylindrisch.

## Systematik und Verbreitung
Die Gattung Amsonia wurde 1788 Thomas Walter in Flora Caroliniana, secundum ..., 11, 98 aufgestellt. Der Gattungsname Amsonia ehrt den amerikanischen Arzt und Botaniker Charles Amson, der im 18. Jahrhundert lebte.
Nach Gensequenzanalysen gehört die Gattung Amsonia zur Tribus Amsonieae in der Unterfamilie Rauvolfioideae innerhalb der Familie der Apocynaceae.
Die Amsonia-Arten sind in Nordamerika und Südostasien verbreitet.
Zur Gattung Amsonia werden etwa 20 Arten gezählt:
- Amsonia ciliata Walter: Sie kommt in drei Varietäten in den zentralen und südöstlichen Vereinigten Staaten vor.[6][7]
- Amsonia elliptica (Thunb.) Roem. & Schult.: Sie kommt im südöstlichen China, in Japan und in Korea vor.[1][6]
- Amsonia fugatei S.P.McLaughlin: Sie kommt nur in New Mexico vor.[6]
- Amsonia grandiflora Alexander: Sie kommt im südlichen Arizona und in Mexiko vor.[6]
- Amsonia hubrichtii Woodson: Sie kommt in Arkansas und in Oklahoma vor.[6]
- Amsonia illustris Woodson: Sie kommt von Iowa bis Texas vor.[6][7]
- Amsonia jonesii Woodson: Sie kommt im südwestlichen Colorado, im südlichen Utah, in Arizona und in New Mexico vor.[6]
- Amsonia kearneyana Woodson: Sie kommt nur in Arizona vor.[6]
- Amsonia longiflora Torr.: Sie kommt in zwei Varietäten in Texas, New Mexico und im nordöstlichen Mexiko vor.[6]
- Amsonia ludoviciana Small: Sie kommt vom östlichen Texas bis Georgia vor.[6]
- Orientalischer Blaustern (Amsonia orientalis Decne.): Er kommt von Griechenland bis nur nordwestlichen Türkei vor.[6]
- Amsonia palmeri A.Gray, Proc. Amer. Acad. Arts 12: 64 (1877): Sie kommt von Arizona bis Texas und im nördlichen Mexiko vor.[6]
- Amsonia peeblesii Woodson: Sie kommt nur im nördlichen Arizona vor.[6]
- Amsonia repens Shinners: Sie kommt nur in Texas vor.[6]
- Amsonia rigida Shuttlew. ex Small: Sie kommt von Louisiana bis ins nördliche Florida vor.[6]
- Amsonia tabernaemontana Walter: Sie kommt in zwei Varietäten in den zentralen und östlichen Vereinigten Staaten vor.[6][7]
- Amsonia tharpii Woodson: Sie kommt in New Mexico und in Texas vor.[6]
- Amsonia tomentosa Torr. & Frém.: Sie kommt in zwei Varietäten in den südlichen Vereinigten Staaten und im nordöstlichen Mexiko vor.[6]

## Nutzung
Einige Arten wie Amsonia tabernaemontana werden als Zierpflanzen verwendet.

## Belege